# Poczajowska Ikona Matki Bożej
Poczajowska Ikona Matki Bożej – ikona znajdująca się w soborze Zaśnięcia Matki Bożej w Ławrze Poczajowskiej, czczona w Kościele prawosławnym jako cudotwórcza. Reprezentuje typ Eleusa. 

## Opis
Poczajowska Ikona Matki Bożej przedstawia Matkę Bożą z Dzieciątkiem, które przytrzymuje obiema rękami, przytulając do siebie jego twarz. Zależnie od wariantu, w dolnej części ikony może dodatkowo pojawiać się symbol związany z Ławrą Poczajowską: widok klasztoru lub znajdujący się w nim kamień z odciskiem stopy przypisywanym Matce Bożej, lub też inne postacie świętych. Ikona ma wymiary 29 na 24 centymetry.
W różnych cerkwiach kultem otaczane są kopie ikony. Na niektórych z nich Najświętszą Pannę i małego Jezusa ukazano w pierwotnej postaci, to jest bez koron, lub z koroną nad głową tylko Matki Bożej.

## Historia
Ikona od swojego powstania znajduje się w monasterze w Poczajowie, w toku swojej historii należącym kolejno do prawosławnych, unickiego zakonu bazylianów i ponownie do prawosławnych. Była darem Anny Hojskiej dla rozwijającej się wspólnoty monastycznej, przekazanym dla niej w 1597. Według powszechnie przyjmowanej wersji, sama Hojska otrzymała ikonę w 1559 od metropolity Neofita, późniejszego patriarchy Konstantynopola. W rzeczywistości ikona najprawdopodobniej została wręczona Hojskiej przez Nikifora, duchownego Patriarchatu Konstantynopola, przejeżdżającego przez Rzeczpospolitą i sądzonego za szpiegostwo na rzecz Turcji. Wizerunek prawdopodobnie pochodził z ziem macedońskich lub bułgarskich.
Jeszcze w czasie, gdy ikona znajdowała się w domu Hojskiej, miała emanować światłem i uzdrowić niewidomego brata właścicielki. W 1623 na monaster najechał siostrzeniec donatorki, kasztelan bełski Andrzej Firlej, który jako wyznawca kalwinizmu negatywnie odnosił się do mnichów prawosławnych. Ikona została wówczas wywieziona do Kozina. W 1643, dzięki staraniom przełożonego monasteru w Poczajowie ihumena Hioba Trybunał Lubelski nakazał zwrot wizerunku do klasztoru.

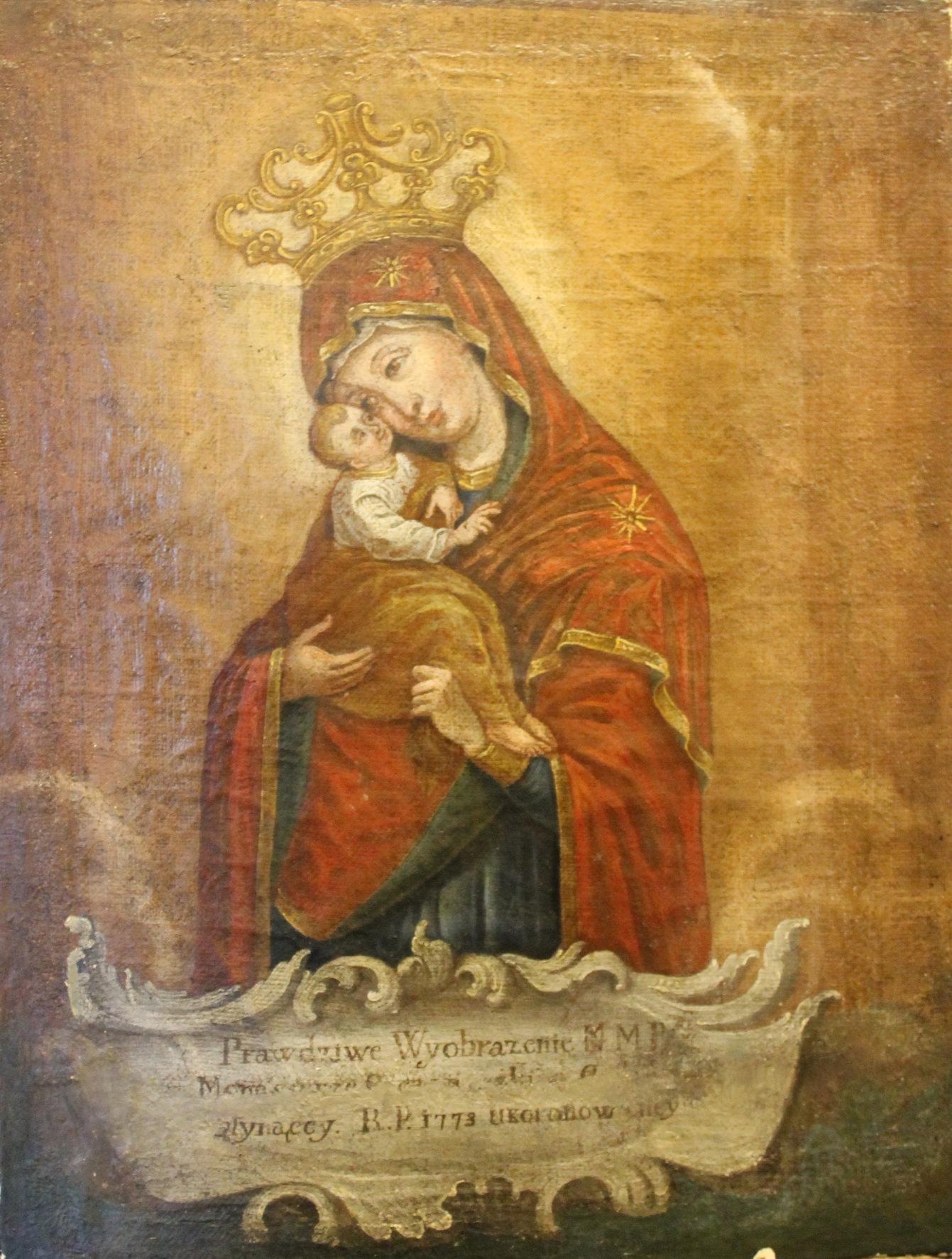
Rzymskokatolicki obraz Matki Bożej Poczajowskiej z połowy XIX w. Ze zbiorów Muzeum Ukraińskich Ikon Domowych w Zamku Radomyśl

Sławę cudownego wizerunek zyskał w 1675, kiedy według Cerkwi prawosławnej modlitwa przed nim sprawiła, że sama Matka Boża razem ze zmarłym w 1651 ihumenem Hiobem ukazała się nad monasterem i uchroniła go przed atakiem tatarskim. W rzeczywistości Tatarzy, jak się wydaje, z nieznanych bliżej powodów zdecydowali się nie podejmować po raz drugi ataku na klasztor, który był słabo umocniony.
Ikona była czczona również przez unitów po przejęciu przez nich monasteru w Poczajowie w 1713 (bazylianie władali monasterem do 1833). Kroniki monasteru z tego okresu odnotowują 539 przypadków uzdrowień, do jakich doszło po modlitwie przed nią. W 1733 wizerunek został koronowany. W dalszym ciągu jest jednym z ważniejszych celów pielgrzymkowych dla prawosławnych, czczony również przez katolików (obrządku łacińskiego i bizantyjsko-ukraińskiego). 
Do Poczajowskiej Ikony Matki Bożej wierni zwracają się z prośbą o ocalenie od utraty wzroku oraz o uwolnienie jeńców.   
Wspomnienie ikony przypada 12 kwietnia, 5 sierpnia oraz 21 września – u prawosławnych i unitów, 30 marca – u rzymskich katolików.